# Longitarsus fulgens
Longitarsus fulgens es una especie de insecto coleóptero de la familia Chrysomelidae. Fue descrita científicamente en 1860 por Foudras.